# زمین‌لرزه ۱۹۲۴ پاسینلر
زمین‌لرزه پاسینلر  در تاریخ ۱۳ سپتامبر ۱۹۲۴ میلادی، برابر با ‎۲۲ شهریور ۱۳۰۳، ساعت ۱۴:۳۴:۱۷ به زمان یوتی‌سی در ترکیه ، منطقه پاسینلر رخ داد. ژرفای این زلزله ۳۵ کیلومتر بود. بزرگی آن ۶٫۸ در مقیاس ریشتر اعلام شده‌است. زمین‌لرزه به وقت محلی در روز شنبه، ساعت ۱۶ روی داده و منطقه زمانی آن یوتی‌سی +۲ بوده‌است (با لحاظ تغییر ساعت تابستانی).
سازمان زمین‌شناسی آمریکا نیز جای این زمین‌لرزه را در مختصات ۴۰°شمالی ۴۲°شرقی / ۴۰°شمالی ۴۲°شرقی و بزرگی آنرا برابر با ۶٫۸ در مقیاس ریشتر اعلام کرده‌است.
شمار کشتگان زلزله حدود ۳۰ نفر بوده‌است.